# 二宮村 (島根県)
二宮村（にのみやむら）は、島根県那賀郡にあった村。現在の江津市の一部にあたる。

## 地理
- 海洋：日本海[1]

## 歴史
- 1889年（明治22年）4月1日、町村制の施行により、那賀郡神主村、神村、和木村（一部、字羽代）が合併して村制施行し、川波村が発足[2][3]。
- 1954年（昭和29年）4月1日 - 那賀郡江津町、都野津町、川波村、跡市村、浅利村、松川村、川平村、江東村と合併し、市制施行し江津市を新設して廃止された[2][3]。

### 地名の由来
石見国二の宮の多鳩神社による。

## 産業
- 農業、粗陶器[4]。

## 名所・旧跡
- 多鳩神社
- 夜須神社[5]